# Burg Grunbach
Die verschwundene Burg Grunbach lag auf einem Bergsporn in Grunbach, einem Ortsteil der Gemeinde Remshalden im Rems-Murr-Kreis in Baden-Württemberg. Über die Geschichte der früh abgegangenen Burg ist – wie bei den meisten Befestigungsanlagen im Rems-Murr-Kreis – so gut wie nichts mehr bekannt.

## Lage
Die ehemalige Burg befand sich nordwestlich von Grunbach auf einem Ausläufer der Berglen, auf einem schmalen Bergrücken oberhalb der Straße nach Buoch. An dem südlichen Ende des Bergrückens befindet sich eine felsige Bergnase, in deren Bereich die Burgstelle vermutet wird. Im Westen wird der Bergrücken von dem Gundelsbach, im Osten von dem Grunbach umflossen. Der Flurname lautet Buchäcker oder Buäcker, in früheren Zeiten Burgäcker.

## Beschreibung
Heute ist von der Burg nichts mehr zu sehen. Die ehemaligen Burgäcker sind heute Kleingärten und Streuobstwiesen. Eine Burgstelle ist nicht mehr zu sehen, ein zu erwartender Halsgraben fehlt.

## Geschichte

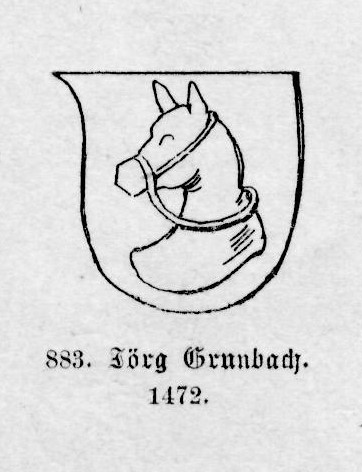
Wappen des Edelknechts Jörg Grunbach

Über die Geschichte der Burg ist nichts bekannt. Als Erbauer kommen Ortsadlige in Betracht. Allerdings ist ein Ortsadel nur für das 12. Jahrhundert sicher belegt. Ein Konrad von Grunbach (Conradus de Conronbach) nahm offenbar an einem Kreuzzug teil und erscheint am 22. April 1142 in Jerusalem als Zeuge in der Stiftsurkunde des Klosters Denkendorf. Danach wird das Familie von Grunbach nicht mehr erwähnt. Später waren in Grunbach das Stift Backnang (1245), die von Urbach (bis 1425) und die Spitäler Schorndorf und Göppingen begütert. Dies könnte darauf hindeuten, dass die Sippe entweder früh ausstarb oder weggezogen ist. Die Burg dürfte alsbald ihre Bedeutung verloren und abgegangen sein.
Im 14. Jahrhundert wird ein Dieter Grunbach in einem Lehenbuch Graf Eberhard des Greiners (1315 bis 1392) genannt, der den kleinen Ort Aichelbach bei Oppenweiler zu Lehen erhalten hatte. In einer Schorndorfer Urkunde von 1472 wird noch der Edelknecht Jörg Grunbach genannt, der als Bürger in Marbach am Neckar lebte. Dies könnte darauf hindeuten, dass die Familie ihre Stammburg tatsächlich früh verlassen hat.